# Kim Eana
Kim Eana (coréen : 김이나) (aussi écrit Kim Yi-na et Kim Ina) est une parolière sud-coréenne connue pour son travail dans la musique pop coréenne du début du XXIe siècle. Elle a tout d'abord été connue pour les chansons "Abracadabra" de Brown Eyed Girls, ainsi que "Good Day" de IU, la dernière ayant conservé la première place du Gaon Singles Chart pendant cinq semaines. Au total, 11 chansons de sa plume ont atteint la première place de classements musicaux coréens.

## Vie et carrière
Kim Eana est née le 27 avril 1979. Kim est une parolière qui a écrit plusieurs chansons qui ont atteint la première place de classements musicaux coréens pop. Elle a collaboré avec Lee Min-soo et a écrit pour 24K, Son Dam-bi, SHINee, Brown Eyed Girls, IU, VIXX, Younha et Sunny Hill. Elle a aussi participé à la promotion et aux vidéoclips des artistes avec qui elle a travaillé.
Son nom d'utilisateur sur Twitter est "bongsamee", une référence à son chat,.

## Style
Le travail de Kim se trouve souvent entre la frontière des chansons d'amour que l'on trouve dans la musique populaire et la critique sociale ou le commentaire de l'industrie du divertissement. Il y a plusieurs exemples sur le web où elle offre plusieurs interprétations de son travail.

## Discographie
Ci-dessous se trouve un tableau avec les chansons que Kim a écrites et qui ont atteint la première place en Corée du Sud.
| Artiste          | Chanson                                           | COR Gaon |
| ---------------- | ------------------------------------------------- | -------- |
| Brown Eyed Girls | "L.O.V.E"                                         | 1        |
| Brown Eyed Girls | "Abracadabra"                                     | 1        |
| Brown Eyed Girls | "Sign"                                            | 1        |
| Brown Eyed Girls | "Sixth Sense"                                     | 1        |
| Ga-in            | "Irreversible" (coréen : 돌이킬 수 없는)          | 1        |
| Ga-in            | "Bloom" (coréen : 피어나)                         | 1        |
| Ga-in et Jo Kwon | "We Fell in Love" (coréen : 우리 사랑하게 됐어요) | 1        |
| IU               | "Nagging" (coréen : 잔소리)                       | 1        |
| IU               | "Good Day" (coréen : 좋은 날)                     | 1        |
| IU               | "You and I" (coréen : 너랑 나)                    | 1        |
| IU               | "The Red Shoes" (coréen : 분홍신)                 | 1        |
| Suzy et Baekhyun | "Dream"                                           | 1        |

### Autres travaux notables
- "The Grasshopper's Song" (coréen : 베짱이 찬가) de Sunny Hill
- "On the Road" et "Welcome" de Shinhwa (de The Return)
- "Hello" et "Alive" de SHINee
- "Tic Toc" et "Shot" d'Infinite
- "Here We Go" de Super Junior
- "Warm Hole", "Brave New World", "Kill Bill", "Hot Shot" et "Sixth Sense" de Brown Eyed Girls
- "Bad Temper" de Ga-in
- "Who Did You Lie To" (coréen : 누가 거짓말했나요) de Zia
- "Ice Flower" (coréen : 얼음꽃) d'IU & Kim Yuna (générique de Kiss & Cry)
- "Love Letter" de Happy Pledis
- "Lucky" (version coréenne) d'EXO
- "Evening Sky" et "Scandal" d'Ailee
- "Obliviate" d'IU
- "You Are A Miracle" par plusieurs artistes (du 2013 SBS Gayo Daejun Friendship Project)
- "Error", "Eternity", "G.R.8.U", "Hyde", "On and On" et "Voodoo Doll" de VIXX
- "From My Heart" de 5urprise[7]
- "Cupid" et "Round About" d'Oh My Girl
- "Candy Jelly Love" et "Circle" de Lovelyz
- "Vista" de Fiestar
- "Mo Mo Mo" de Cosmic Girls
- "Love Is" de Jung Eunji
- "Masterpiece" et "Piano Man" de Mamamoo

## Filmographie
- Two Yoo Project - Sugar Man (JTBC, 2015)[8]

## Livres
- Kim Eana's Songwriting Method (coréen : 김이나의 작사법) (Munhak Dongne Publishing, 2015 - 978-8-9546-3560-8)[9],[10],[11]

## Récompenses
- 2010 Korean Music Awards: "Abracadabra" pour la Meilleure chanson Dance/Electro de l'Année
- 2010 MelOn Music Awards: Prix du meilleur parolier/producteur[12]
- 2011 MelOn Music Awards: "Good Day" (IU) pour la Chanson de l'Année[13]
- 2012 Gaon Music Awards: Prix du Parolier de l'Année[14]
- 2013 Gaon Music Awards: Prix du Parolier de l'Année[15]
- 2015 Gaon Chart K-Pop Awards: Prix du Parolier de l'Année